# Carl August Riccius
Carl August Riccius (* 26. Juli 1830 in Bernstadt; † 8. Juli 1893 ebenda) war ein Musikdirektor, Komponist und Kustos der königlichen Musiksammlung in Dresden.

## Leben und Wirken
Carl August Gustav Riccius wurde am 26. Juli 1830 als Sohn des Bernstädter Tuchmachers und Musikers August Gottlieb Riccius (* 1804) geboren. Sein jüngerer Bruder Heinrich Julius Riccius (1832–1869) war später Geiger eines russischen Orchesters im Kaukasus. In jungen Jahren erhielt er in Dresden Klavierunterricht bei dem bekannten Musikpädagogen Friedrich Wieck (1785–1873). Da seine Eltern früh verstarben (um das Jahr 1843), bekam er Unterstützung durch den Dresdener Kunstmäzen Friedrich Anton Serre (1789–1863). Dieser hatte eine Stiftung für Waisenkinder und verarmte Künstler aufgebaut, die seit 1841 Förderungen und Unterstützung in solchen Situationen gab.
Von 1844 bis 1846 studierte Carl August Riccius an dem 1843 in Leipzig gegründeten „Conservatorium der Musik“. Hier traf er auch mit seinem Onkel August Ferdinand Riccius (1819–1886) zusammen, der bis 1843 an der Universität Leipzig Theologie studierte und über seine damaligen Kontakte zum Konservatorium eine Laufbahn als Orchesterleiter, Komponist und Musikpublizist in Leipzig einschlug. Noch während seiner Studienzeit gründete Carl August Riccius 1845 gemeinsam mit dem Flötisten und späteren Kustos der königlichen Musikaliensammlung Moritz Fürstenau (1824–1889) den Dresdener Tonkünstlerverein. Diese Vereinigung von Musikern war vorrangig auf die Pflege der Kammermusik ausgerichtet, etablierte sich in den Folgejahren als Gegenpart zur höfischen Oper und war von der überregionalen Musikwelt stark beachtet. Sein Studium am Konservatorium schloss er 1846 ab und folgte daraufhin einem Ruf zum Dresdner Hoforchester.
Carl August Riccius ging 1847 als Aspirant-Violinist, begrenzt vorerst auf ein Jahr, zum Dresdener Hoforchester. Hier erhielt er intensive Unterstützung und Betreuung durch den amtierenden Konzertmeister der Dresdener Hofkapelle François Schubert (1807–1878). Nach Absolvierung der Aspirantenzeit sowie auf Grund seiner gezeigten Leistungen wurde Carl August Riccius 1852 zum Kammermusiker ernannt und bereits 1858 als 2. Konzertgeiger des königlichen Hoforchesters nominiert. Ein Jahr später erfolgte sein Einsatz als Korrepetitor. In diese Zeit fiel auch seine ersten anerkannten kompositorischen Arbeiten im Bereich der Vokalmusik mit dem Choral „Blüh´ ewig fort du Haus Wettin“ und dem Chorwerk „In blauer Luft über Feld und Kluft“ für gemischten Chor.
In Richtung der Arbeit als Chorleiters zeigten sich deutliche Begabungen und besondere Entwicklungsmöglichkeiten für Carl August Riccius. Hierin lag, das wird in dieser Zeit besonders deutlich, sein eigentliches Leistungsvermögen und der Maßstab seines nachhaltigen Wirkens. So wurde er 1863 Chordirigent an der Dresdener Hofoper. Unter seiner Leitung gewann der Chor an hohem Ansehen und Ruhm, der über die Grenzen Dresdens hinausreichte. Direkt für seine Chorarbeit entstanden aus seiner Feder die Kompositionen „Un moto die gioia“ – ein Konzert für Gesang und Klavier sowie das Werk „Noch ist die fröhlich, goldene Zeit“ für gemischten Chor. Im Jahr 1868 wohnte Riccius in Dresden Frauenstraße 1. Neben seinem Amt als Chorleiter erhielt er 1871 das Prädikat eines Musikdirektors des königlichen Hoftheaters und wurde 1875 zum königlichen Hofdirektor ernannt. Die kompositorischen Werke in dieser Zeit bezogen sich noch deutlicher auf das aktuelle Geschehen an der Dresdener Hofoper. So entstanden in dieser Zeit seine Bühnenmusik für das Theaterstück „Ella“ und die Oper in zwei Akten „Es spukt“. Im Jahre 1877 erfolgte die Ernennung Carl August Riccius zum 3. Kapellmeister der Dresdener Hofoper. Das war das Prädikat eines königlich sächsischen Kapellmeisters.
Als der langjährige Kustos der königlichen Musiksammlung Moritz Fürstenau 1889 verstarb, übernahm Carl August Riccius das Amt des Kustos dieser Sammlung. Damit hatte er die bibliothekarische Aufsicht und den Zugang zu einem europaweit erstrangigen musikalischen Quellenfundus. In dieser Position unterhielt er zahlreiche internationale Verbindungen zu anderen Musikinstitutionen inner- und außerhalb Sachsens und führte Korrespondenzen mit bedeutenden Musikforschern wie: dem österreichischen Musikwissenschaftler Guido Adler (1855–1941), dem deutschen Musikwissenschaftler und Bibliographen Robert Eitner (1832–1905), dem deutschen Musikwissenschaftler und Bachbiographen Philipp Spitta (1841–1894) und vielen anderen mehr. In dieser Zeit hatte er unter anderem, neben der Vergrößerung der Sammlung, auch den Verkauf von vorhandenen „Dubletten“ zu verantworten. 1893 stellte Riccius für die „Wiener Kunst-, Musikalien- und Musikinstrumentenausstellung“ wertvolle Quellen aus dem Bestand der Dresdener Sammlung zur Verfügung. In diesem Zusammenhang wurde ihm der Vorwurf, eines etwas leichtfertigen Umgangs mit den wertvollen Stücken der Dresdener Sammlung an den Tag gelegt zu haben, gemacht.
Am 8. Juli 1893 verstarb Carl August Riccius in Dresden. Er wurde auf dem Dresdener Trinitatisfriedhof beigesetzt.

## Werke
- „Blüh’ ewig fort du Haus Wettin“ – Stück für Solosopran und gemischten Chor, 1859
- „In blauer Luft über Fels und Kluft“ – Stück für gemischten Chor, ohne Jahresangabe
- „Un moto di gioia“ – Konzertstück für Gesang und Klavier, 1863
- „Noch ist die fröhlich goldene Zeit“ – Stück für gemischten Chor, ohne Jahresangabe
- „Des Rothbarth’s Auferstehung“ – Stück für Gesang und Klavier, 1871
- „Nun leg dein liebes Köpfchen…“ – Schlummerlied op. 20, ohne Jahresangabe
- Bühnenmusik für das Theaterstück „Ella“, ohne Jahresangabe
- „Es spukt“ – Oper in zwei Akten, 1871
- „Pensée, op. 1“ – Instrumentalmusik für Klavier, ohne Jahresangabe
- „Vier Lieder“ Stücke für tiefe Singstimme mit Begleitung des Pianoforte, op. 20, 1884